# Glossodia major
Glossodia major é uma espécie de orquídeas geófitas, família Orchidaceae, que existem apenas no sudoeste e sudeste da Austrália, onde crescem em florestas e charnecas. À primeira vista, plantas similares às do gênero Elythranthera, das quais diferenciam-se facilmente por seu labelo cordiforme, pequeno porém bem desenvolvido, com calos apenas na base, separados ou parcialmente fundidos, flores internamente foscas, e coluna com asas que terminam antes da antera. São plantas anuais que apresentam caules curtos, eretos, não ramificados, com uma única folha membranácea basal, e longa inflorescência terminal, ambos pubescentes, com até duas flores ressupinadas, azuis, liláses ou púrpura, raro brancas, com pétalas e sépalas livres e similares. A coluna é curva e delicada, apoda, com antera terminal e quatro polínias. Diferencia-se da Glossodia minor, única outra espécie deste gênero, por suas flores maiores de labelo com calo basal amarelo.

## Publicação e sinônimos
- Glossodia major R.Br., Prodr. Fl. Nov. Holl.: 326 (1810).

Sinônimos homotípicos:
- Caladenia major (R.Br.) Rchb.f., Beitr. Syst. Pflanzenk.: 67 (1871).

Sinônimos heterotípicos:
- Glossodia major var. alba McKibbin, S. Sci. Rec. 3: 102 (1883).